# Cirsium ukranicum
Cirsium ukranicum là một loài thực vật có hoa trong họ Cúc. Loài này được Besser ex DC. mô tả khoa học đầu tiên năm 1838.